# Symohirja
Symohirja (ukrainisch Зимогір'я; russisch Зимогорье/Simogorje) ist eine in der Oblast Luhansk gelegene Kleinstadt in der Ukraine mit etwa 10.000 Einwohnern (2016).

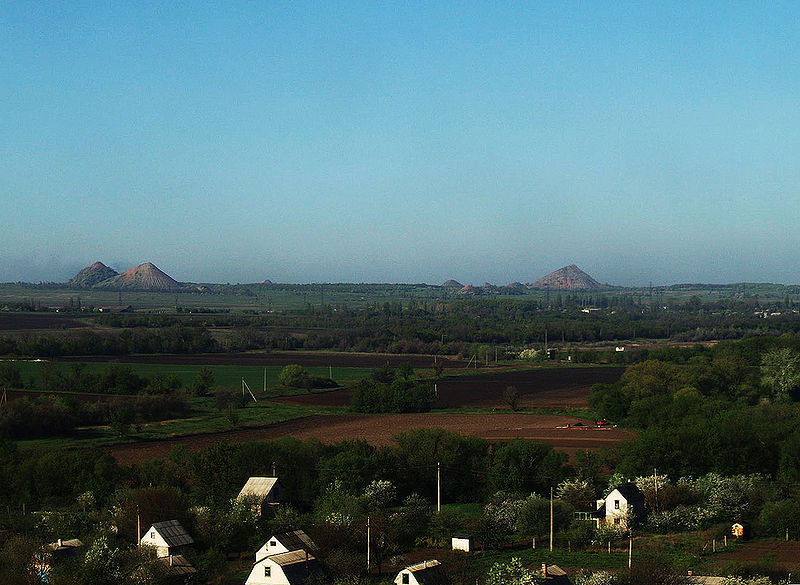
Blick auf die Stadt

Der 1645 gegründete Ort, dessen wichtigster Wirtschaftszweig der Abbau und die Verarbeitung von Kohle ist, trug seit 1764 den Namen Tscherkaske (Черкаське) und erhielt erst 1956 seinen heutigen Namen, seit 1961 hat er den Status einer Stadt. Seit Sommer 2014 ist der Ort im Verlauf des Ukrainekrieges durch Separatisten der Volksrepublik Lugansk besetzt.

## Geographische Lage
Die Stadt befindet sich im Donezbecken am Fluss Luhan, einem 198 km langen Nebenfluss des Donez in 40 km Entfernung zum Rajonzentrum Slowjanoserbsk und 29 km östlich des Oblastzentrums Luhansk.

## Bevölkerungsentwicklung
| 1859  | 1897  | 1939  | 1959   | 1970   | 1979   | 1989   | 2001   | 2005   | 2016  |
| ----- | ----- | ----- | ------ | ------ | ------ | ------ | ------ | ------ | ----- |
| 1.892 | 2.823 | 5.222 | 13.938 | 14.943 | 13.328 | 12.710 | 11.295 | 10.703 | 9.816 |

Quelle: